# Districtul Mae Taeng
Mae Taeng (în thailandeză แม่แตง) este un district (Amphoe) din provincia Chiang Mai, Thailanda, cu o populație de 75.044 de locuitori și o suprafață de 1.362,784 km².